# Casa forta de Miravet
La Casa forta de Miravet és un casal medieval, de fet un petit castell, que té una planta semblant a la del castell de Mur, però considerablement més petita. Està situada a la caseria de Miravet dins de l'antic terme de Mur, en l'actual terme municipal de Castell de Mur.
Emplaçat dalt d'un turó a les envistes del castell de Mur, és del tot plausible que en fos una torre avançada cap a ponent. No se'n conserva altra documentació que la que el situa en terme jurisdiccional de Mur. En molt mal estat de conservació, però permet encara veure les semblances de la planta amb la del castell de Mur. Possiblement es tracta d'una obra del segle xiii o fins i tot del segle XII si ens fixa en les característiques constructives. Feta amb pedres poc treballades unides amb morter de calç, mostra una planta d'angles arrodonits.
Per accedir-hi cal dirigir-se primer cap al Castell de Mur i just abans d'arribar-hi a l'esquerra hi ha un desviament que, a través d'una pista no asfaltada, hi mena.